# Winthemia picea
Winthemia picea är en tvåvingeart som först beskrevs av Walker 1853.  Winthemia picea ingår i släktet Winthemia och familjen parasitflugor.
Artens utbredningsområde är Colombia. Inga underarter finns listade i Catalogue of Life.